# 阪神151形電車
阪神151形電車（はんしん151がたでんしゃ）は、かつて阪神電気鉄道が保有していた鉄道車両で、高性能の大型車と置き換えられて余剰となった旧性能の小型車を改造した事業用の電動貨車である。このグループは装備品や形態の違いによって151形のほか152形・153形・154形に分かれるが、本項ではこれらの車両についても併せて紹介する。

## 概要
151形各形式は、当時5001形、5101・5201形、5231形などの「ジェットカー」各形式の投入によって余剰となった1121,1141形を種車に、1962年に1両が救援車に改造され、1965年には3両が改造されるとともに、先に救援車に改造された1両も1966年に再改造された。各形式の概要については以下のとおりである。なお、塗色は全車従来の旧型車の標準色であった茶色を明るくした赤茶色であった。

### 151形

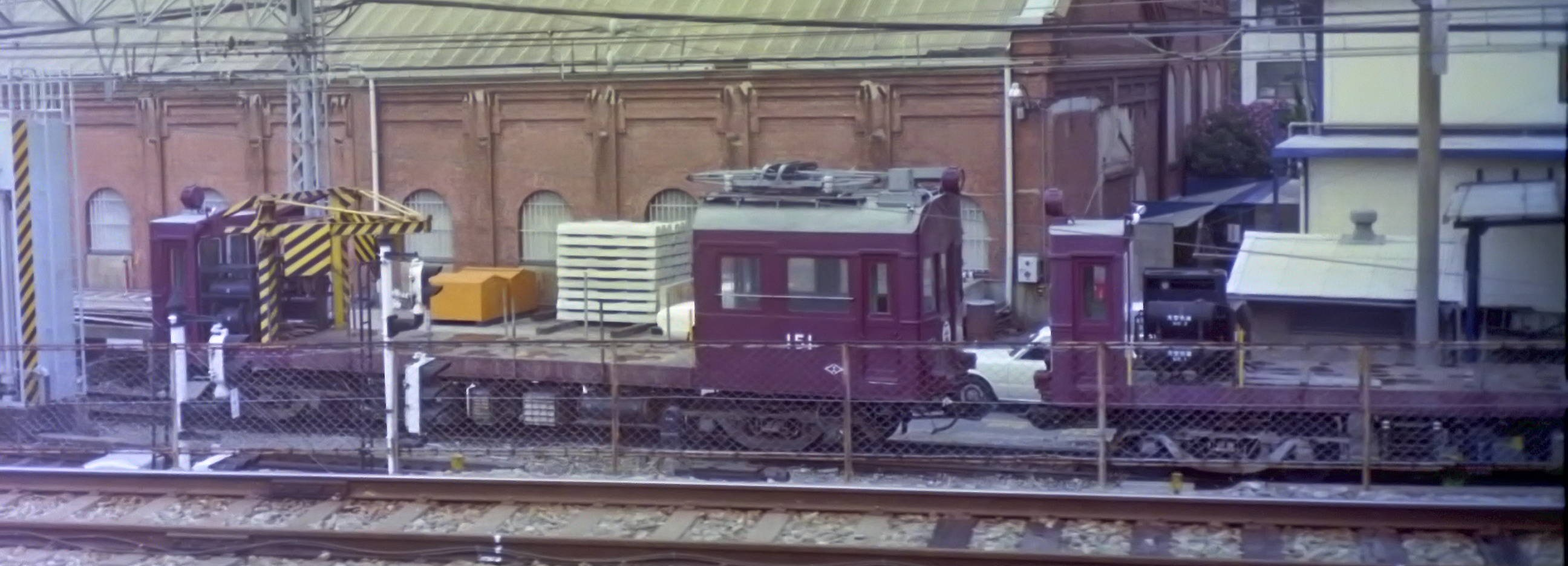
151　1984年尼崎車庫

1121形1140を種車に、1965年に武庫川車両工業で無蓋式の電動貨車に改造した。
改造内容は神戸側の客用扉から大阪側の乗務員扉の直後まで構体を除去して7t積載可能な荷台とし、大阪側運転台の屋根を低屋根化して、クモハ14形などの低屋根改造車とよく似た前面となったほか、直後の荷台にホイストと空気溜を取り付けた。神戸側前面は切妻状に加工されるとともに残されていた旧客室部分の客用扉は埋められたうえ、乗務員室直後の座席が旧客用扉部分まで延長されて定員8名の作業員室となった。屋根は鋼板張りとなり、その上にパンタグラフが取り付けられた。また、神戸側車体切り取り部と大阪側のホイスト上に作業用の投光機が設けられた。
台車及び電装品は種車のものを流用して台車はボールドウィン75-25Aを履き、歯車比は61:14(歯数比4.35)の強力型に変更された。モーターはGE-203P（37.3kW）を4基搭載し、制御器はGE製PC-5を装備したほか、小容量のMG（電動発電機）とAR式自動直通ブレーキを取り付け、連結器はバンドン式密着連結器に換装され、その上に工事車両牽引用の簡易連結器の受けが取り付けられた。

### 152形
1121形1138を種車に、1965年に武庫川車両工業で架線作業用の無蓋式の電動貨車に改造した。蓄電池を電源に自走可能な架線作業車である。
改造内容は151とよく似ているが、停電時の無電区間で作業することから荷台に駆動用の蓄電池を積み込み、151でホイストと空気溜を取り付けているところに架線工事用の作業台を設置し、神戸側の屋根上もパンタグラフを撤去して作業台を設置した。蓄電池搭載の関係上、積載荷重は2tと少ない。
台車は種車のボールドウィン75-25Aを履いているが、モーターは種車が搭載していたGE-203Pを蓄電池駆動の関係で端子電圧300V時1時間定格出力18kWとして4基搭載し、制御器はPC-5を改造した電空間接非自動式で、AR式自動直通ブレーキを取り付け、連結器は151同様バンドン式密着連結器に換装されて、その上に工事車両牽引用の簡易連結器の受けが取り付けられた。
使用の際は151または154に牽引されて工事現場に移動し、送電停止後にバッテリーの電力で工事区間を自走した。また、蓄電池の充電は尼崎車庫の一角に巨大コンセントを設置してそこから充電した。

### 153形

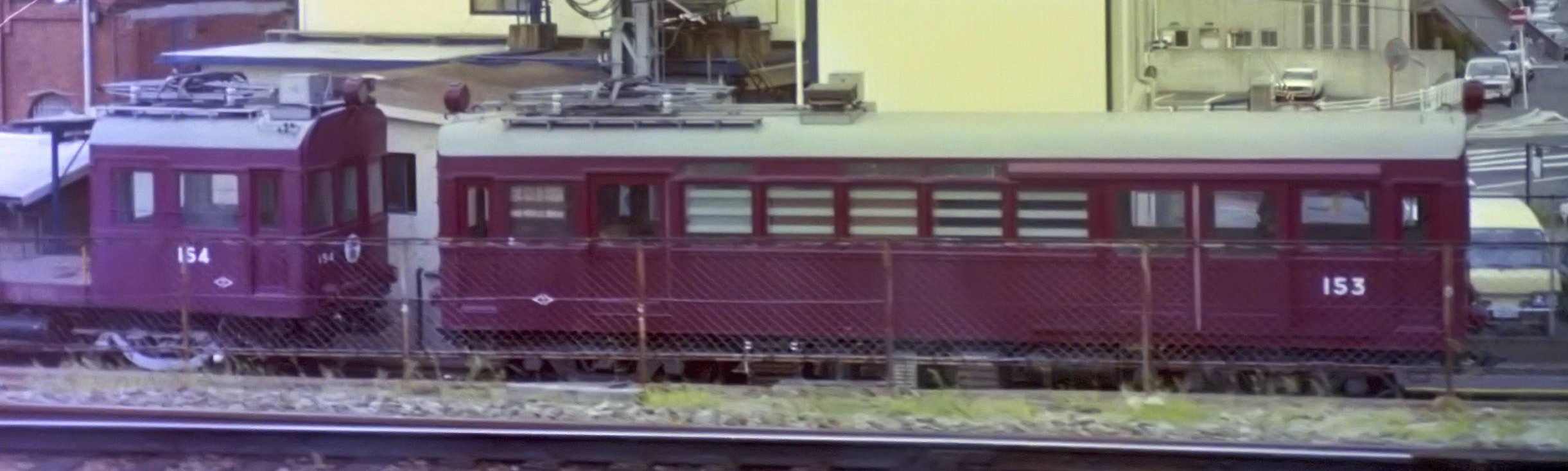
153　1984年尼崎車庫

1141形1145を種車に、1965年12月に武庫川車両工業で救援車に改造した。
改造内容は、神戸側の客用扉と側窓1個を撤去の上で外吊り式の両開き扉を設け、機材の搬入口とした。車内は座席を撤去して荷重3tの荷物室とし、ホイストを取り付け、復旧資材を積み込んだ。前面形状は切妻、屋根は鋼板張りとなったが、側面は明かり窓が残るなど種車の面影が残り、窓に保護板が取り付けられた。
台車及び電装品は種車と同様である。台車はボールドウィン75-25Aを履き、モーターはGE-203Pを4個搭載したが、制御器は昇圧対応の単位スイッチ式間接非自動式のものに換装されたほか、小容量のMG（電動発電機）とAR式自動直通ブレーキを取り付け、連結器はバンドン式密着連結器に換装した。

### 154形
1962年3月に1121形1136を種車に自社で救援車に改造された110号を、1966年1月に武庫川車両工業で無蓋式の電動貨車に再改造した。
改造内容は151とほぼ同じであるが、ホイストが設けられていない分積載重量が大きく、荷重は8tとなった。前面は151~153と異なり、幌座が完全に撤去された。台車及び電装品は種車のものを流用して台車はボールドウィン75-25Aを履き、歯車比は61:14(歯数比4.35)の強力型に変更された。モーターはGE-203Pを4個搭載し、制御器は153同様昇圧対応の単位スイッチ式間接非自動式のものに換装されたほか、小容量のMG（電動発電機）とAR式自動直通ブレーキを取り付け、連結器は151,152同様バンドン式密着連結器に換装され、その上に工事車両牽引用の簡易連結器の受けが取り付けられた。

## 変遷
これらの車両は就役後、前面に「工事」「救援」と書かれた円形の運行標識板を取り付けて、昼間は尼崎車庫や尼崎駅構内の側線に留置されて、夜間に保線工事に出動した。1966年に151の制御器を153,154同様単位スイッチ式間接非自動式のものに換装、翌1967年の昇圧に対応した。1971年には151,152,154のPT11-SA1パンタグラフをPT41-SA1に換装された。
152は架線作業用自動車への代替で1977年6月に廃車、その後も阪神唯一の吊掛駆動車として151,153,154の3両が残ったが、1930年代中盤の鋼体化改造以来50年近く経ち、台車や電装品などはその前身である1921年登場の331形から60年以上使用されているものもあるなど、経年による老朽化がはなはだしかった。そこで、初期の高性能車の機器を流用して1986年に201・202形無蓋電動貨車を新造、余剰となった151,154が同年8月廃車となった。残る153も1987年に登場した110(4代目)に置き換えられて同年10月に廃車、阪神電鉄の線路上から吊掛駆動車が消滅した。